# طوطی لرد هوو
طوطی لرد هوو (نام علمی: Cyanoramphus subflavescens) نام یک گونه منقرض‌شده از تیره طوطیان است.